# Vincent Lavenu
Vincent Lavenu (Briançon, 1956. január 12. –) korábbi francia profi kerékpáros. Jelenleg az általa 1992-ben alapított francia AG2R La Mondiale csapat vezérigazgatója, menedzsere.

## Eredményei
1981
1., összetettben - Circuit de Saône-et-Loire
1984
2. - GP de la Ville de Rennes
3. - Ronde des Pyrénées Méditerranéennes
1985
3. - Circuit du Sud-Est
1986
3. - GP de la Ville de Rennes
1987
1. - Ronde des Pyrénées Méditerranéennes
1988
1., 13. szakasz - Volta a Portugal
1990
1., 3b szakasz - Route du Sud